# 阅兵广场
阅兵广场（波蘭語：lac Defilad w Warszawie）是波兰首都华沙市中心的广场。北面是圣十字街，南面是耶路撒冷大道，东侧是元帅大街，西面是科学文化宫。

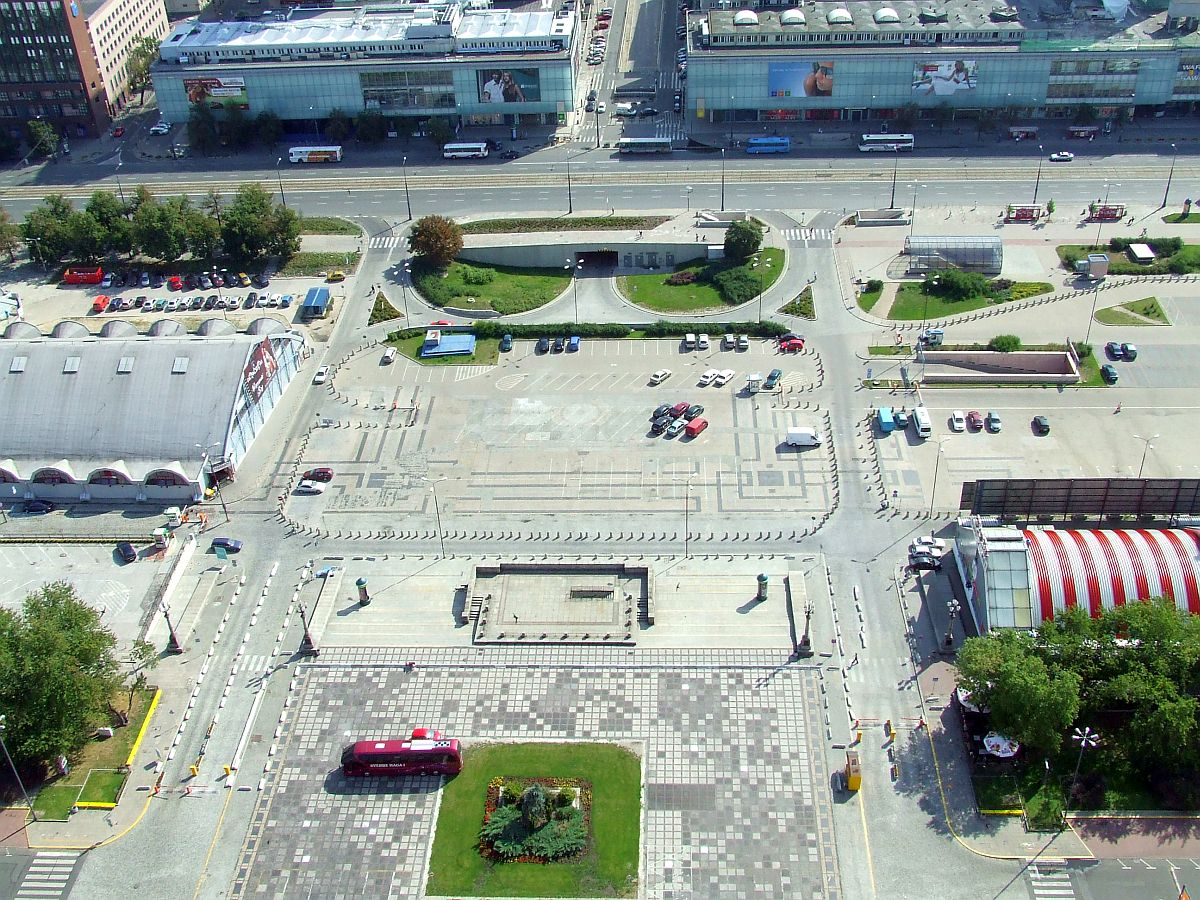
阅兵广场

这座广场是华沙最年轻的广场之一，与科学文化宫一同兴建于1950年代。这也是世界上最大的广场之一，被波兰人民共和国政府广泛用于各种宣传游行。共产党倒台后失去了重要性，变为一个大型市场。在现代首都的中心出现如此混乱丑陋的私人市场引起了批评，制定了改造规划（又引发商人的抗议）。最新的规划准备在此兴建一座现代艺术博物馆。
这个广场是欧盟最大的城市广场。
52°13′56″N 21°0′32″E / 52.23222°N 21.00889°E